# Ring - Kanzenban
Ring - Jiko ka?! Henshi ka?! 4-tsu no inoichi wo ubau shōjo no onnen (リング 事故か！変死か！4つの命を奪う少女の怨念 lett. "Ring - Un incidente?! O una morte innaturale?! La ragazza il cui odio ruba la vita a quattro persone"), noto anche come Ring - Kanzenban (リング 完全版? lett. "Ring - La versione integrale"), è un film tv del 1995 diretto da Chisui Takagawa ed ispirato al libro Ring di Kōji Suzuki. 
Essendo uscito solo in TV, non ha ottenuto il successo sperato, ma Hideo Nakata, che lo vide in prima tv su Fuji, decise di ricrearlo al meglio per le sale cinematografiche con Ring nel 1998.

## Trama
Kazuyuki Asakawa perde la giovane nipote Tomoko, che muore per un attacco cardiaco. Ma anche tre degli amici della ragazza sono morti allo stesso modo, alla stessa ora dello stesso giorno. Kazuyuki investiga ed arriva a sentire la leggenda metropolitana della videocassetta che maledice la gente a morire dopo sette giorni dalla visualizzazione. Così la cerca e la vede: deve quindi trovare una via di uscita prima di cadere nella più forte paura di morire.

## Distribuzione
L'11 agosto 1995 il film è stato mostrato al pubblico grazie alla Fuji Television. Il titolo originale per la tv è stato Ring - Jiko ka?! Henshi ka?! 4-tsu no inoichi wo ubau shōjo no onnen. Il film è uscito soltanto in Giappone, ed è rimasto inedito nel resto del mondo, Italia compresa.
Nel novembre 1995 il film è uscito in videocassetta in Giappone con il titolo Ringu - Kanzenban (che significa Ring - La versione integrale). La versione in videocassetta contiene infatti molto più sesso esplicito e scene di nudo, nonché scene aggiuntive. Il 26 luglio 1996, la stessa versione integrale è uscita in Laserdisc.